# Seniorat północny diecezji Buffalo-Pittsburgh PNKK
Seniorat północny (Northern Seniorate) – seniorat (dekanat) diecezji Buffalo-Pittsburgh Polskiego Narodowego Kościoła Katolickiego w USA i Kanadzie (PNKK) położony w Stanach Zjednoczonych Ameryki Północnej. Wszystkie parafie senioratu znajdują się w stanie Nowy Jork. Seniorem (dziekanem) senioratu jest ks. Franciszek Kandryna z Niagara Falls.

## Parafie senioratu północnego
- parafia Najświętszej Maryi Panny w Brant, proboszcz: ks. sen. Franciszek Kadryna
- parafia św. Michała Archanioła w Niagara Falls, proboszcz: ks. sen. Franciszek Kadryna
- parafia św. Rodziny w North Java, proboszcz: ks. Mateusz Kawiak
- parafia św. Kazimierza w Rochester, proboszcz: ks. Melwin Walczak
- parafia św. Trójcy w Woodlawn, proboszcz: ks. Gary Spencer